# Lampa o emisji wtórnej
Lampa o emisji wtórnej – próżniowa lampa elektronowa wykorzystująca zjawisko emisji wtórnej.
W lampie tej emitowane z katody elektrony (tzw. pierwotne) przed osiągnięciem anody uderzają w dodatkową elektrodę, zwaną dynodą, z której wskutek występowania zjawiska emisji wtórnej, wybijają dodatkowe elektrony, zwane wtórnymi. Prowadzi to do zwiększenia natężenia prądu anodowego, a co za tym idzie – także do zwiększenia nachylenia charakterystyki. Zastosowane w tej lampie specjalne ekrany kierują strumień elektronów pierwotnych wprost do dynody.
Lampy o emisji wtórnej były stosowane głównie we wzmacniaczach szerokopasmowych, wzmacniaczach przeciwsobnych, odwracaczach fazy, a także jako lampy generacyjne.
Lampy o emisji wtórnej w europejskim systemie oznaczeń były często opatrzone literą P na trzecim miejscu oznaczenia, choć nie było to ścisłą regułą.
Przykłady: EE1, EE50, EEP1 (tetrody), EFP60 (pentoda).